# أيقونات روسية

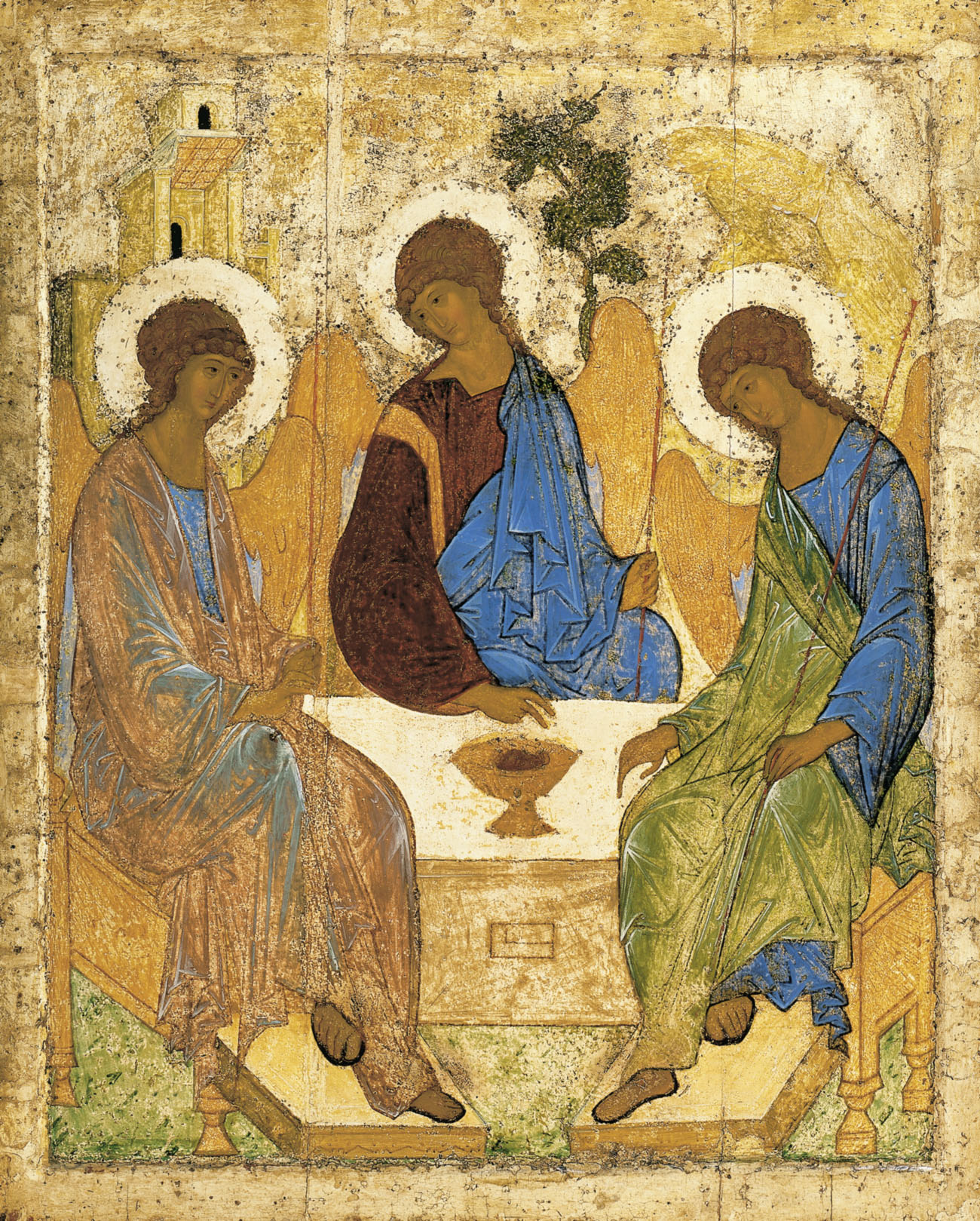
الثالوث الأقدس؛ رسم أندريه روبليوف. 1411؛ تمبرا على لوحة 1.1 X 1.4 متر (4 أقدام 8 بوصة × 3 أقدام 8 3⁄4 بوصة)؛ غاليري تريتياكوف (موسكو).

أيقونات روسية دخل استخدام وصنع الأيقونات في روس الكييفية بعد تحولها إلى المسيحية الأرثوذكسية عام 988 بعد الميلاد. كقاعدة عامة، اتبعت هذه الأيقونات بدقة النماذج والصيغ التي يقدسها الفن البيزنطي، من العاصمة القسطنطينية. مع مرور الوقت، وسع الروس مفردات الأنواع والأساليب إلى ما هو أبعد من أي شيء موجود في أي مكان آخر في العالم الأرثوذكسي.
كانت التقاليد الشخصية والمبتكرة والإبداعية للفن الديني في أوروبا الغربية تفتقر إلى حد كبير في روسيا قبل القرن السابع عشر، عندما تأثرت لوحة الأيقونات الروسية بشدة باللوحات والنقوش الدينية من كل من أوروبا البروتستانتية و‌الكاثوليكية. في منتصف القرن السابع عشر، أدت التغييرات في الليتورجيا والممارسة التي وضعها البطريرك نيكون إلى حدوث انقسام في الكنيسة الروسية الأرثوذكسية. واصل التقليديون، «الطقوس القدامى» المضطهدون أو «المؤمنون القدامى»، الأسلوب التقليدي للأيقونات، بينما قامت كنيسة الدولة بتعديل ممارساتها. منذ ذلك الوقت، بدأ رسم الأيقونات ليس فقط بالأسلوب التقليدي وغير الواقعي، ولكن أيضاً في مزيج من الأسلوب الروسي والواقعية الأوروبية الغربية، وبطريقة أوروبية غربية تشبه إلى حد كبير أسلوب الفن الديني الكاثوليكي في ذلك الوقت. هذه الأنواع من الأيقونات، رغم وجودها في الكنائس الروسية الأرثوذكسية، توجد أيضاً في بعض الأحيان في طقوس فقهية مختلفة للكنيسة الكاثوليكية.
عادةً ما تكون الأيقونات الروسية لوحات على الخشب، غالباً ما تكون صغيرة، على الرغم من أن بعضها في الكنائس والأديرة قد يكون أكبر من ذلك بكثير. بعض الرموز الروسية مصنوعة من النحاس. يوجد في العديد من البيوت الدينية في روسيا أيقونات معلقة على الحائط في ركن كراسني أوجول، الزاوية «الحمراء» أو «الجميلة».
هناك تاريخ غني بالرمزية الدينية المتقنة المرتبطة بالأيقونات. في الكنائس الروسية، الصحن عادةً يُفصل عن الحرم من قِبل الحاجز الأيقوني (الروسية: иконостас)، أو جدار من الأيقونات مع الأبواب المزدوجة في المركز.
يتحدث الروس أحياناً عن أيقونة ما على أنه «مكتوب»، لأنه في اللغة الروسية (مثل اليونانية، ولكن على عكس اللغة الإنجليزية) تعني نفس الكلمة (الروسية: писать) الرسم والكتابة. تُعتبر الأيقونات هي الإنجيل الملون، ولذلك يتم الاهتمام بها بعناية لضمان نقل الإنجيل بأمانة ودقة.
صُنّفت بعض الأيقونات على أنها إعجازية وغير مصنوعة بالأيدي وسُمّيت بـ «الأيقونات الظاهرة». إن «ظهور» (الروسية: явление) أيقونة هو افتراض أنها اكتشفت بشكل إعجازي. «الأيقونة الحقيقية هي التي» ظهرت«، هديةً من الأعلى، تفتح الطريق نحو النموذج الأولي وقادرة على تمثيل المعجزات».

## التاريخ
يُنظر لبعض الأيقونات أكثر تبجيلاً ولكن الأيقونات كلها تعتبر أن تكون من منتجات معجزة صنع المعجزات هي تلك المعروفة من قبل باسم بلدة المرتبطة بها، مثل فلاديمير، وسمولينسك، وقازان وشيستوشوا الصور، كل من مريم العذراء، وعادةً يُشار إليها من قِبل المسيحيين الأرثوذكس باسم ثيوتوكس (والدة الإله).
كان رسام الأيقونات الروسي البارز أندريه روبليوف (1360 - أوائل القرن الخامس عشر)، الذي «تمجده» (معترف به رسميًا كقديس) من قِبل بطريركية موسكو في عام 1988. أشهر أعماله هو ثالوث العهد القديم.

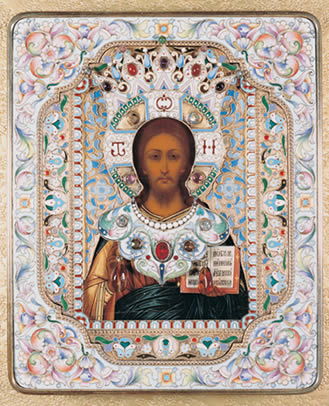
أيقونة المسيح الضابط الكل مع المينا المزجج، وهالة مرصعة بالجواهر (venets) وطوق (tsata) (جامعة بوب جونز متحف ومعرض).

غالبًا ما قام الروس بتكليف أيقونات للاستخدام الخاص، مضيفين شخصيات قديسين معيّنين تم تسميتهم هم أو أفراد من عائلاتهم مجمعة حول الشخصية المركزية للأيقونة. غالباً ما كانت الأيقونات مغطاة بأغطية معدنية (أوكلاد оклад، أو بشكل أكثر تقليدية، وتعني «رداء» риза) من المعدن المطلي بالذهب أو الفضة من الصناعة المزخرفة، والتي كانت أحياناً مطلية بالمينا أو مزركشة أو مرصعة بأحجار اصطناعية أو شبه كريمة أو حتى كريمة واللؤلؤ. يتم تقديم أزواج من أيقونات يسوع ومريم كهدايا زفاف للمتزوجين حديثاً.
هناك أنواع مختلفة من أيقونات مريم العذراء في رسم الأيقونات الروسية والاستخدامات الدينية أكثر من أي شخصية أخرى؛ عادةً ما تكون أيقونات ماريان نسخاً من الصور التي تُعتبر معجزية، والتي يوجد منها المئات: «كانت أيقونات مريم دائمًا تُعتبر معجزة، ونادراً ما تكون أيقونات ابنها كذلك». غالبًا ما تصورها أيقونات مريم مع الطفل يسوع بين ذراعيها؛ بعضها، مثل «كالوغا» و «الوجه الناري» و «جيرونديسا» و «بوجوليوبوفو» و «فيلنا» و «ذوبان القلوب الصعبة» و «السيوف السبعة» وما إلى ذلك، جنباً إلى جنب مع الأيقونات التي تصور الأحداث في حياة مريم العذراء قبل أن تلد يسوع مثل البشارة أو ولادة مريم نفسها، بدون الطفل يسوع.

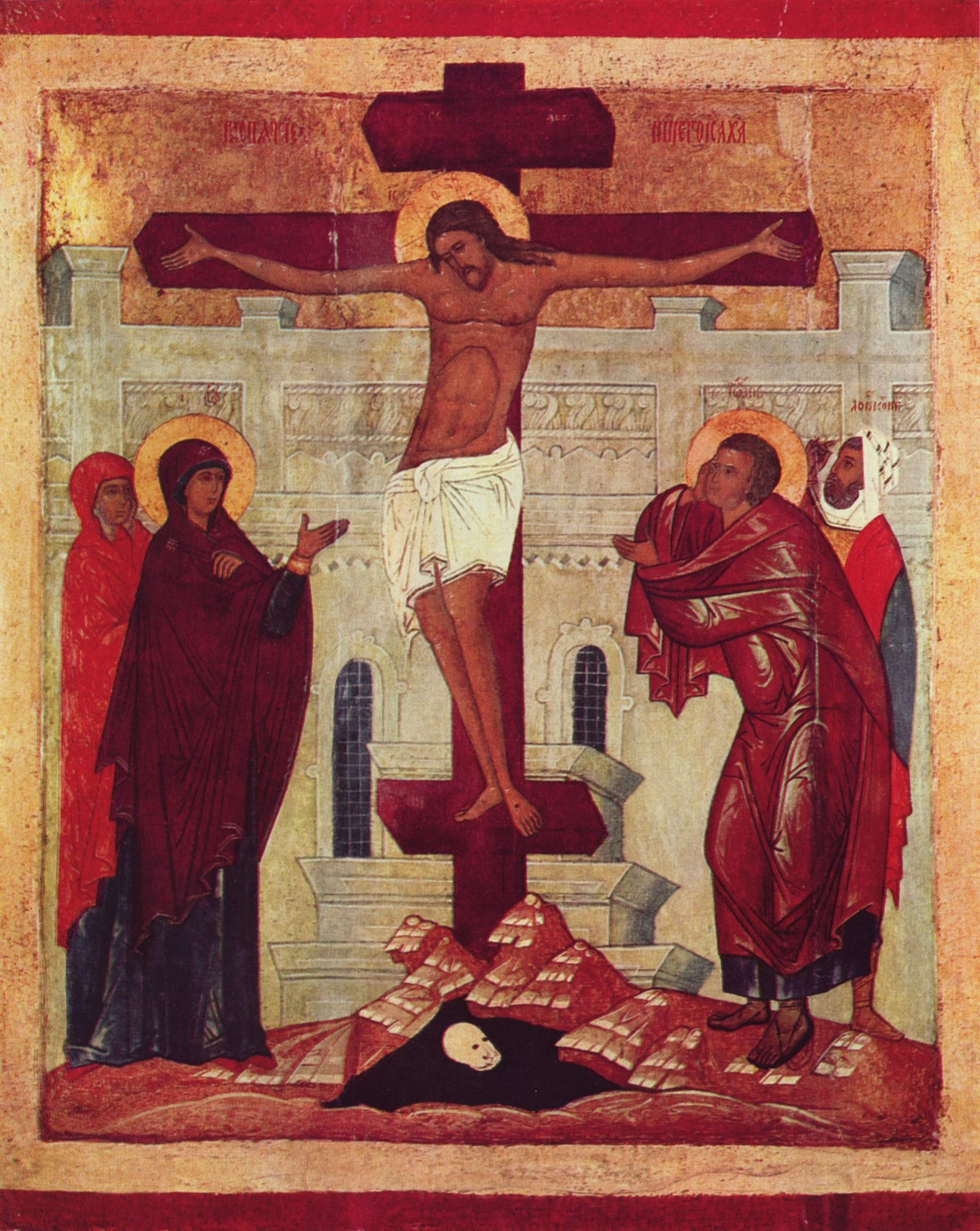
أيقونة الصلب، مدرسة نوفغورود. 1360 (متحف اللوفر، باريس).

نظراً لأن الأيقونات في الأرثوذكسية يجب أن تتبع المعايير التقليدية وهي في الأساس نسخ، فإن الأرثوذكسية لم تطور أبداً سمعة الفنان الفردي كما فعلت المسيحية الغربية، ونادراً ما يتم التعرف على أسماء أفضل رسامي الأيقونات إلا من قِبل بعض الأرثوذكس الشرقيين أو مؤرخي الفن. كانت لوحة الأيقونات وما زالت فناً متحفظاً، وفي كثير من الحالات كانت تعتبر حرفة، حيث يكون الرسام في الأساس مجرد أداة للتكرار. لم يطلب الرسام المجد الفردي بل اعتبر نفسه خادماً متواضعاً لله. هذا هو السبب في أن رسم الأيقونات في روسيا في القرن التاسع عشر وأوائل القرن العشرين تدهور بشكل كبير مع ظهور الطباعة الحجرية الآلية على الورق والقصدير، والتي يمكن أن تنتج أيقونات بكميات كبيرة وبتكلفة أقل بكثير من ورش الرسامين. حتى اليوم، يتم شراء عدد كبير من الأيقونات الورقية من قِبل الأرثوذكس بدلاً من اللوحات المطلية الأكثر تكلفة.
بما أن الرسام لم يقصد تمجيد نفسه، لم يكن من الضروري التوقيع على أيقونة. غالباً ما كانت الأيقونات اللاحقة من عمل العديد من الأيدي، وليس حرفياً واحداً. ومع ذلك، تم توقيع بعض الأيقونات اللاحقة باسم الرسام، وكذلك التاريخ والمكان. من خصوصية التواريخ المكتوبة على الأيقونات أن العديد منها مؤرخ من «خلق العالم»، والذي يعتقد في الأرثوذكسية الشرقية أنه حدث في الأول من سبتمبر في عام 5509 قبل ولادة يسوع.
خلال الحقبة السوفيتية في روسيا، نقل رسامو أيقونات القرى السابقون في باليخ، ومستيورا، وخولوي تقنياتهم إلى الأواني المطلية بالورنيش، والتي قاموا بتزيينها بصور مزخرفة للحكايات الخيالية الروسية ومشاهد أخرى غير دينية. أدى هذا الانتقال من الموضوعات الدينية إلى الموضوعات العلمانية، في منتصف عام 1920، إلى ظهور فن الورنيش الروسي على الورق المعجن. الأكثر تميزاً في هذا الشكل الفني الجديد نسبياً هي لوحات باليخ المصغرة المعقدة على خلفية ورنيش أسود.
تم تدمير العديد من الأيقونات الروسية أو بيعها في الخارج من قِبل عملاء الحكومة السوفيتية؛ تم إخفاء بعضها لتجنب تدميرها، أو تهريبها إلى خارج البلاد. منذ سقوط الشيوعية، تم افتتاح عدد من استوديوهات رسم الأيقونات مرة أخرى وهي ترسم في مجموعة متنوعة من الأساليب للسوق المحلي والدولي. تم أيضاً استرداد العديد من الأيقونات القديمة المخفية من الإخفاء أو إعادتها من الخارج.
في أواخر القرن التاسع عشر وأوائل القرن العشرين، توسع سوق الأيقونات إلى ما وراء المؤمنين الأرثوذكس ليشمل أولئك الذين يجمعونها كأمثلة على الفن والثقافة الروسية التقليدية. شهدت الفترة نفسها الكثير من التزوير في الأيقونات المرسومة بطريقة ما قبل نيكون. مثل هذه المنتجات المقلدة، التي غالباً ما يتم تصنيعها بشكل جميل، تم تقادمها بشكل مصطنع من خلال تقنيات ماهرة وبيعها على أنها أصلية للمؤمنين القدامى وهواة الجمع. لا يزال البعض يظهر في السوق اليوم، جنباً إلى جنب مع عدد من التزوير المتعمد المطلي حديثاً، بالإضافة إلى الأيقونات المباعة بشكل شرعي على أنها جديدة ولكنها رسمت في أنماط سابقة. تحتفظ العديد من الأيقونات المباعة اليوم ببعض خصائص الرسم السابق ولكنها مع ذلك من الواضح أنها معاصرة.

## تقنيات الرسم والتجميع
تم طلاء معظم الأيقونات الروسية باستخدام تمبرا البيض على ألواح خشبية مُعدّة خصيصاً، أو على قماش مُلصق على ألواح خشبية. كثيراً ما تًستخدم صفائح الذهب لمناطق الهالات والخلفية؛ ومع ذلك، في بعض الأيقونات، يتم تلوين الأوراق الفضية أحياناً بالشيلاك لتظهر مثل الذهب، يتم استخدامها بدلاً من ذلك، وبعض الأيقونات لا تكون مذهبة على الإطلاق. قد تشتمل الأيقونات الروسية أيضاً على واجهات خارجية متقنة من القصدير أو البرونز أو الفضة والتي عادةً ما تكون مزخرفة للغاية وغالباً ما تكون متعددة الأبعاد. تسمى هذه الواجهات ريزاس أو أوكلادس.
يتمثل أحد الجوانب المعتادة لطلاء الأيقونات في الورنيش فوق الصورة بزيت تجفيف، إما بعد جفاف الطلاء مباشرة أو لاحقاً. تظهر غالبية الأيقونات الروسية المرسومة يدوياً درجة معيّنة من طلاء السطح، على الرغم من أن العديد منها لا يفعل ذلك.
اللوحات التي تستخدم ما يُعرف باسم «الشرائح الخلفية»   - الأعضاء المتقاطعة التي يتم تثبيتها في الجزء الخلفي من الألواح التي تشكل اللوحة لمنع الالتواء أثناء عملية التجفيف ولضمان السلامة الهيكلية بمرور الوقت   - عادةً أكبر من 1880-1890. بعد 1880-1890، أدى التقدم في المواد إلى إبطال الحاجة إلى هذه العناصر المتقاطعة، وبالتالي، يمكن رؤيتها إما على أيقونات مرسومة بعد هذه الفترة الزمنية عندما كان قصد الفنان هو الخداع من خلال إنشاء أيقونة «قديمة المظهر»، أو على أيقونات التي يتم تقديمها وفقاً للوسائل التقليدية كطريقة لتكريم العمليات القديمة. تكون الشرائح الخلفية ضرورية في بعض الأحيان على الأيقونات الأحدث ذات الحجم الكبير لنفس الأسباب (الالتواء والاستقرار) كما كانت موجودة قبل عام 1900.

### العمر والأصالة والتزوير

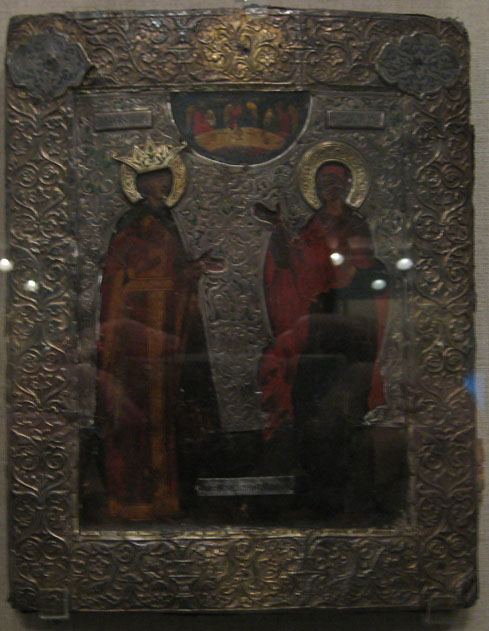
أيقونة مظلمة للقديسين كاترين وباراسكيفا (القرن السادس عشر، بسكوف).

منذ تسعينيات القرن الماضي، أصبح العديد من أيقونات أواخر القرن التاسع عشر وأوائل القرن العشرين مصطنعة، ثم زُعم للمشترين والجامعين عن غير قصد بأنهم أكبر سناً مما هم عليه بالفعل. غالباً ما يتم تنفيذ هذه «شبه التزوير» بواسطة رسّامي أيقونات روسيين على مستوى عالٍ، يتمتعون بمهارات عالية في قدرتهم ليس فقط على رسم الأعمال الفنية غير العادية، ولكن أيضاً على «إنشاء عصر» على الأيقونة النهائية. في حين أن الأيقونة الناتجة قد تكون عملاً فنياً رائعاً يسعد الكثيرون بامتلاكه، إلا أنه لا يزال يعتبر عملاً خادعاً، وبالتالي يفتقر إلى القيمة كأيقونة تتجاوز صفاتها الزخرفية.
هناك مشكلة أخرى في مجال جمع الأيقونات وهي «إعادة تشكيل» الأيقونات القديمة بشكل شرعي بصور مطلية حديثاً ثم قديمة الزور تعرض درجة أعلى من البراعة الفنية. على سبيل المثال، قد تتم إعادة رسم رمز بدائي أو «فن شعبي» من القرن السابع عشر أو الثامن عشر بواسطة رسام رئيسي حديث، ثم تقدم الصورة زوراً لتتناسب مع اللوحة من أجل إنشاء أيقونة يمكن أن تكون الأيقونة تحفة فنية من القرن السابع عشر أو الثامن عشر. في الواقع، إنها ليست أكثر من تحفة فنية من القرن العشرين أو الحادي والعشرين على لوحة من القرن السابع عشر أو الثامن عشر. مع ارتفاع قيم وأسعار الأيقونات الأصلية في العقود الأخيرة، يتم ذلك الآن أيضاً مع أيقونات شعبية أقل جودة من القرن التاسع عشر أعاد رسمها أساتذة معاصرون ثم تقدموا في السن بشكل مصطنع لتظهر لتتناسب مع عمر اللوحة.

### الجوانب القانونية
وفقاً للقانون الروسي، من غير القانوني حالياً تصدير أي أيقونة روسية يزيد عمرها عن مائة عام. يجب أن تكون جميع الأيقونات التي يتم تصديرها من روسيا مصحوبة بشهادة من وزارة الثقافة في الاتحاد الروسي، تشهد على عمر الأيقونة. في حين أن القانون الروسي المتعلق بتصدير الأيقونات واضح تماماً، فإن أمثلة الأيقونات الروسية التي يزيد عمرها عن مائة عام يتم تقديمها بانتظام إلى السوق المفتوحة عن طريق التهريب إلى دول البلطيق المجاورة، أو نتيجة فساد مسؤولي وزارة الثقافة الذين هم على استعداد للمصادقة على أيقونة غير قابل للتصدير لأن «عمرها 100 عام» من أجل تسهيل نقلها.
منذ انهيار الاتحاد السوفيتي، تمت إعادة العديد من الأيقونات الروسية إلى الوطن عن طريق الشراء المباشر من قِبل المتاحف الروسية أو جامعي التحف الروس الخاصين، أو كما كان الحال مع البابا يوحنا بولس الثاني الذي أعطى نسخة من القرن الثامن عشر لأيقونة سيدة قازان الشهيرة إلى الكنيسة الروسية الأرثوذكسية بحسن نية.
تلقى مؤسس شركة Ikonen Mautner (ايكونين موتنر)، إريك ماوتنر، موافقات تصدير للأيقونات العتيقة في أوائل الستينيات من الحكومة الروسية. خلال السنوات التالية، ومقره في فيينا، النمسا، طوّر إريك ماوتنر تجارة أيقونات واسعة في جميع أنحاء العالم. توافد هواة جمع العملات والتجار من جميع أنحاء العالم للحصول على بعض النسخ من هذه الكنوز النادرة. تم فحص كل قطعة من هذه الأيقونات الرائعة من قبل خبير الأيقونات دوروثيوم في فيينا وتم تزويدها بشهادة.